# Jerzy Kraszewski (żeglarz)
Jerzy Kraszewski (ps. „Hrabia Lolo”, zm. 7 kwietnia 1984 w Katanii) – polski żeglarz, pionier żeglarstwa na Pomorzu Zachodnim.

## Życiorys
Był specjalistą inżynierii wodnej i po zakończeniu II wojny światowej osiedlił się w Szczecinie, gdzie łatwo uzyskał pracę w wyuczonym zawodzie. Włączył się też w aktywność szczecińskich klubów żeglarskich. Z jego inicjatywy odbudowano liczne wraki, pływające potem w klubach żeglarskich. W 1957 uczestniczył w rajdzie dwóch polskich żaglowców do Narviku (na „Zewie Morza”). Uzyskał wówczas stopień kapitana. W 1969 był inicjatorem budowy „Daru Szczecina”, na który skompletował załogę wyłącznie z żeglarzy Pogoni Szczecin. Wygrał w tym roku na tej jednostce regaty o Puchar Gryfa Pomorskiego. Regaty te wygrywał również w 1958 i 1959 na s/y Joseph Conrad oraz w 1971 na s/y Dar Szczecina. Od 1965 do 1973 pracował w różnych centralnych komisjach Polskiego Związku Żeglarskiego. Był m.in. wiceprezesem ds. technicznych. W 1972 prowadził rejs na Bermudy i Karaiby. W 1973 wyszedł na „Darze Szczecina” z zamiarem opłynięcia Ziemi, co nie doszło do skutku z uwagi na wyjątkowo trudne warunki panujące w Zatoce Biskajskiej (huragan o sile 12 stopni Beauforte’a), gdzie doszło do awarii żaglowca, a on sam został przygnieciony falą do bezanmasztu, połamał żebra i musiał się leczyć w Breście. W 1976 zaczął poważnie chorować na serce, co zmusiło go do przejścia na rentę. Budował wówczas własny jacht „Lolo”, na którym w 1983 z powodzeniem opłynął Europę, za co otrzymał nagrodę Rejs Roku 1983.
Pochowano go na cmentarzu Centralnym w Szczecinie obok Kazimierza Haski.